# Hyposerica delibuta
Hyposerica delibuta är en skalbaggsart som beskrevs av Brenske 1899. Hyposerica delibuta ingår i släktet Hyposerica och familjen Melolonthidae.
Artens utbredningsområde är Madagaskar. Inga underarter finns listade i Catalogue of Life.